# 台灣經濟史
本條目旨在列出台灣經濟的發展歷史。

## 史前時期
因無文字記載，台灣史前時代的經濟活動推估是撈貝、漁獵及農耕為主的生产活動。而根據考古證據可以發現，至少距離現在2000多年前，臺灣和東南亞已經有雙方向交流、很熱絡的海上貿易網絡，玉器是最具體的一個例子：考古研究發現史前時代台灣玉器也在東南亞地區包含菲律賓、婆羅洲北部、越南南部、泰國南部等被發現，甚至是以臺灣玉為原料的進行玉器製造。臺灣發現鐵器時代的物品，如瑪瑙珠、玻璃珠、製造青銅器的模具，整套的工藝技術或是產品很可能是東南亞輸送過來的。

## 荷治時期（1624-1662）

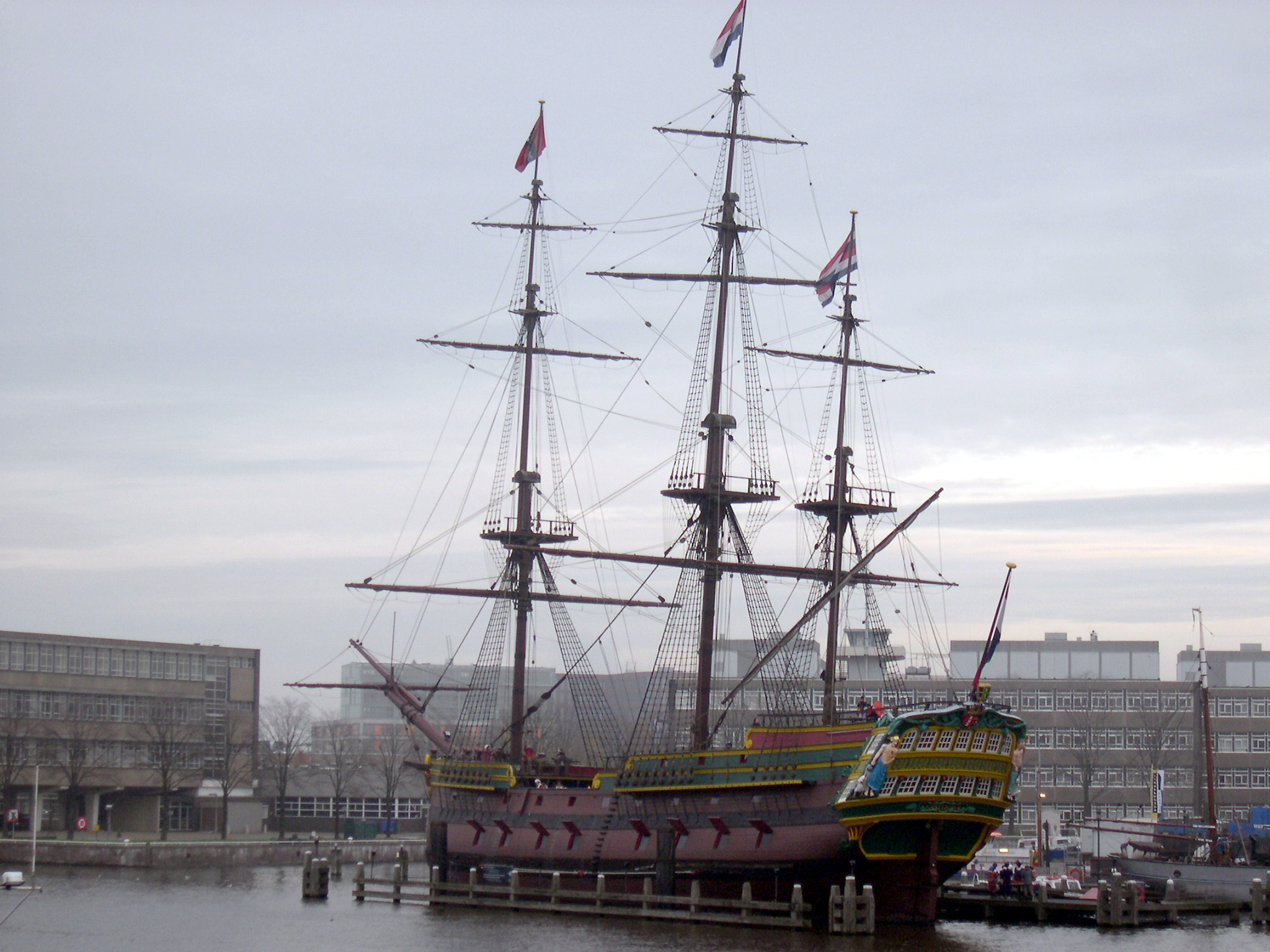
荷蘭東印度公司的船

17世紀初，荷蘭東印度公司於台灣的經濟活動原先只僅止於澎湖，但當時中國明朝政府認為澎湖為其領土，使得荷蘭人於1624年轉而到當時未有實質政府統治的福爾摩沙（今臺灣）大員（今臺南市）設立據點。荷蘭占領臺灣的目的是為對中國大陸、日本、韓國與東南亞據點的樞鈕，並壟斷馬尼拉（西班牙殖民地）與中國大陸間的貿易。主要的輸出貿易內容包括砂糖、鹿皮、鹿肉、鹿角、籐、米，轉運貿易內容包括荷蘭的金屬、藥材，巴達維亞的香料、胡椒、琥珀、麻布、棉花、鴉片、錫、鉛，中國的絲織品、陶器、黃金。
以鹿皮為例，在1634年到1638年短短四年之間，由台灣輸出到日本的張數由十一萬張成長到十五萬張。到了1658年，台灣砂糖的輸出量已經足夠供應日本與波斯的需要，並增加巴達維亞為輸出對象。荷蘭東印度公司亞洲約有35個據點，日本據點的獲利為38.8%排名第一，第二名即是獲利25.6%的臺灣，但荷蘭東印度公司在這些地方的獲利主要是配送給荷蘭的股東，而非用回饋當地人或用於當地的建設。
當時在臺灣經營貿易的國家除了荷蘭，尚有日本人，鑑於日本人的經濟競爭，荷蘭遂對日本商人課徵10%的稅，引起雙方不滿，甚至發生濱田彌兵衛事件，1628年兩方終止貿易，1632年才又恢復，但日本在不久之後進入鎖國時代。除此之外，因為荷日兩方政府對於其所有領地都有司法權執行的權力，為此兩方也發生過衝突。

## 明鄭時期（1662-1683）
明鄭時期的經濟以經貿與農業為主。於農業經濟方面，為了解決鄭軍兵糧問題，不論鄭成功或鄭經基本上都貫徹「寓兵於農」的策略，也是諸將士平日分散各耕地，按鎮分地、按地開墾。這種具有營盤田、文武官田的土地私有制，於定則徵賦的經濟模式下，大量提供經濟產能。到了明鄭中後期，陳永華的準中央政府體制，讓台灣著實變成一個個別經濟體。為了軍需民食，台灣農產重心在這個時期由糖轉米。西元1665年，陳永華的農業水利更促使漢人移民至今高雄的方向發展。除此，陳永華也引入同安製鹽法，發展鹽業經濟，除此尚有鹿皮、鹿角、鹿脯等土產的外銷，因此多鹿的台灣，來自原住民團體的捕鹿業，也是早期台灣的重要經濟產業活動。
除了農業外，英國、日本等國家也將明鄭時期的台灣視為一個獨立國家來進行貿易往來，某程度也維持了台灣的經貿熱絡。例如英國東印度公司就曾稱呼明鄭政權為「台灣王國」或「福爾摩莎王國」並與之簽訂通商條約。

## 清治時期（1683-1895）
台灣清治時期前期，因為對台灣採取消極防範政策，經濟活動多來自移民的開墾，這裡面又以水利經濟最為出色。水利事業通常是農業的根基，也是經濟發展的動力。自1719年，施世榜利用濁水溪河水，完成水利工程後，「圳」成為台灣經濟的發展關鍵。18世紀初，台灣耕地水田化的結果，把台灣的農業經濟與農業生產力，由低度的開發，帶向快迅的發展。西元1725年，台灣糧米已可運銷大陸，成為台灣經濟史上的重要標竿。
另一方面，清治時期的港口貿易與郊商活動也持續熱絡。一府二鹿三艋舺的三個大都市，成為台灣各小港的轉運中心。也利用郊的組織，從事特定地區之貿易、大宗商品之輸出或進口買賣。西元1858年，英、法兩國逼迫中國，加開台灣的安平、打狗、基隆與淡水河岸等四港口為通商口岸。自此，台灣貿易經濟範圍漸擴及世界各地。也因此，較高經濟價值的茶與樟腦，成為繁榮台灣經濟的不可或缺因素。1868至1895年間，茶占臺灣出口總值約54%，糖占約36%，樟腦占4%。茶、樟腦多由北部淡水關出口，糖多由南部安平跟打狗出口。

## 日治時期（1895-1945）

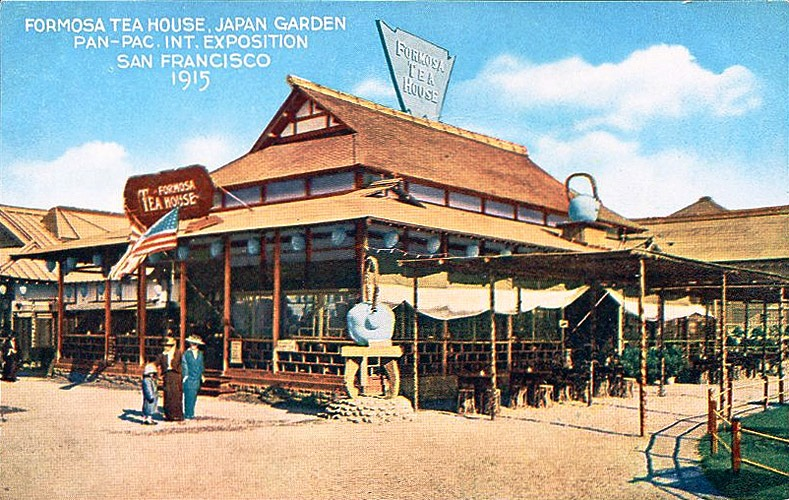
1915年美國舊金山「巴拿馬太平洋國際博覽會」的福爾摩沙茶屋（Formosa Tea House）

台灣日治時期的經濟是典型的殖民地經濟模式，即以台灣自然資源與人力，來培植宗主統治國的整體發展。此種模式於兒玉源太郎的總督任內打下基礎，並於1943年太平洋戰爭中達到最高點。若以年代區分，1900年－1920年間，台灣的經濟主軸於台灣糖業，1920年－1930年為以蓬萊米為主的糧食外銷。綜括這兩階段，總督府的策略約略是以「工業日本、農業台灣」為政策基調。至於1930年之後，則因戰爭需要，總督府對於台灣的經濟重心則轉為工業化。。雖說各階段的主要不同，但台灣經濟發展的主要目標，自然著重在提高農產品或後期工業用品的生產量，以達到供輸日本國內的需求。而這種「為已開發的經濟地區提供原料和廉價的勞工」的經濟現象，則為標準的邊陲經濟模式。而此種兼顧發展台灣島內民生經濟與日本宗主國供需的日式資本主義，在所有日本殖民地當中，就以台灣最為成功。
但是另一方面，以搜括殖民地資源概念引導下，台灣總督府也頒布了許多與各項產業發展相關的法令，涵蓋了礦業、糖業及樟腦業。這些規定的頒布造成了一些人民的權益損失，且或多或少地限制了台灣人民對相關產業的投入，使得一部分民眾感到不滿。1912年發生的林杞埔事件
，就是由於日本當局強制徵收南投竹山一帶的公有林地，並轉交給日本企業「三菱造紙所」而引發的。

### 仰賴日本國庫
日本治台初期，台灣的財政仰賴日本國庫的補助，因此，對日本政府來說，臺灣是日本國家財政上的一大負擔。雖然總督府宣稱平定全島並於1896年3月廢軍政改行民政，由於總督府新經濟管理措施剝奪臺人的既得利益和工作機會、日治初期的施政而導致民怨（包含將無主地之山林田野礦山查定為國有，以及發佈法律第63號「臺灣總督在其管轄區域內得發佈具有法律效力之命令」）、以及不少台人能存復歸中國及防衛自立的念頭等原因，割讓迄1902年臺灣各地不斷仍有武力抗日的事件發生，八年間或多或少都需要日本本土派兵派軍械協助秩序。在第四任總督兒玉源太郎的支持下，當時的民政長官後藤新平擬定了一份《財政二十年計劃》，希望能在二十年之內，透過逐年減少補助金的方式，使台灣的財政獨立。

### 專賣制度與在臺建設
然而，由於1904年日俄戰爭的爆發，使得日本國庫吃緊，台灣必須提前實現財政上的獨立。為了完成財政獨立計劃，總督府除了整理地籍、發行公債、統一貨幣與度量衡之外，也興建了相當的產業硬體設施。此外，大力推行公賣措施及地方稅制的運用，也是完成計劃中的重要環節。公賣制度的內容包括鴉片、樟腦、菸草、食鹽、酒精及度量衡。透過公賣制度，除了使總督府的收入增加外，一邊控制臺灣居民的重要生產以及反日動機，也間接避免了這些產業的濫伐濫墾。總督府並施行了禁止進口的措施，使這些產業能夠達到島內自給的目的。臺灣樟腦輸出量也在日治時期達世界首位，而有「樟腦王國」之稱，直到全球製腦產業被化學生產取代為止。此外，地方稅制度的推行，使得總督府能夠自由裁量各部會資源的分配，不必受制於帝國議會。此外，地方稅制也成為總督府專權的一項工具。
日治中後期，原「農業臺灣工業日本」策略逐漸模糊。 1903年（日本治台的第九年）以地方稅開支，設立台北電氣作業所，利用南勢溪和淡水河的落差建立第一座水利發電廠（深坑的龜山水力發電所）；1918年總督府計劃於日月潭開發大規模的發電資源，1919年合併的公民營發電所組成台灣電力株式會社，並開始動工，「大姐小姐都趕來，山下的埔里成為不夜城」的施工盛況。1937年第二期完工後，成為亞洲最大的發電廠。

其他重要的建設還有：1919年將嘉南大圳最重要的主體工程烏山頭貯水池興建為水庫。阿里山森林鐵路的建設。
分期拓建高雄港港區實施地形地質水深潮汐潮流氣象及海底泥沙移動等調查，直到太平洋戰爭爆發後高雄港埠機能盡失，成立高雄港務局致力修復。。

### 糖業

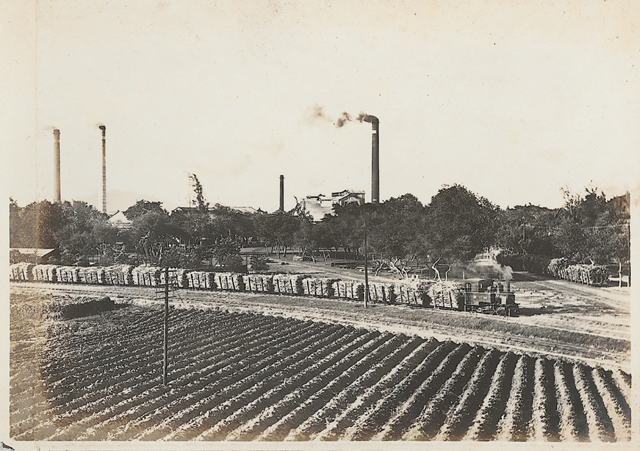
日治時期的橋仔頭糖廠及糖業鐵路。

日本資本主義在台灣發展最顯著的例子就是糖業。台灣總督府為謀求台灣產糖量的增加，首先進行一連串糖業改革措施，包括引進含糖量高的蔗種、改善製糖方法，獎勵從事糖業者。總督府並扶植資本家投資製糖業，建立「原料採集區域制度」，規定農民只能把甘蔗賣給自己農地附近的糖廠，而且價格由糖廠決定。於這樣的制度下，吸引了許多日本大財團的興趣，紛紛來台設立製糖公司，使台灣傳統的製糖業者無容身之地。另還有幾家台灣人創辦較大規模的糖公司，如林本源製糖等，但大體來說，糖業完全為日本資本家壟斷。此外，由於甘蔗的收購價格由糖廠決定，導致甘蔗的收購價長期低落，蔗農生活困苦，因此當時流傳一句俗諺：「第一憨，替人選舉做運動。第二憨，種甘蔗乎會社磅」。此諺意即最憨笨的人選舉時替人拉票，而第二憨笨的人則種蔗交給製糖會社秤重。

### 蓬萊米與米糖相剋
稻米與甘蔗是日治時期台灣兩大作物。1918年至1919年日本米價昂貴，激勵臺灣農民的種稻意願，當時有「停止台糖生產」之論，並因此嚴重打擊製糖會社的甘蔗原料供應，米糖問題開始尖銳化。1919年頒布《臺灣米移出制限令》，以保護糖業。留歐的磯永吉於1922年在竹子湖試作成功，發表蓬萊米之後，相繼有中村種及臺中65號的稻米品種問世，透過農業團體的推廣普及全臺，因此蔗作面積大受影響。蓬萊米的口感極佳，一年有兩次的收穫期，單位面積的生產量也比在來米產量高，適應高溫又可拿來釀酒。蓬萊米的推廣由北向南，自然與由南向北發展的甘蔗栽種衝突。當時以台南及台中的米糖相剋問題最為嚴重。

## 戰後時期（1945至今）

### 蒋中正时期（1945-1975）

#### 战后初期（1945-1953）
二战中，由于台灣是日本的殖民地，所以遭到美國陸軍航空軍轟炸，半數以上的工廠遭到摧毀，生產力受到嚴重破壞。戰後，工業資源極為缺乏，日本人遭到遣返，管理階層被替代。由于遭到國共內戰牽連，政府軍事支出居高不下，幾乎無力從事投資性支出。貨幣濫發，同時為支援內戰，大量民生物資運往中國大陸，造成物價飛漲。1949年國民政府撤退抵台時，將近200萬人隨之遷移台灣，爆增的人口為台灣社會帶來巨大壓力。中華民國財政困頓，缺乏足夠資本進行重建。因此，虽然臺灣社會在政治上相對穩定，但經濟上卻面臨困局。
为了重建台灣經濟，政府在1949年起進行金融幣制改革，5月切斷和大陸貨幣的匯率聯繫，6月發行新臺幣，陸續推動土地改革，例如：三七五減租、公地放領及耕者有其田等政策，使資本逐渐集中。1950年代韓戰爆發后，美國決心防堵共產勢力擴張，因此對台灣展開大規模援助。自1950年至1965年，共經濟援助台灣14.8億美元，為台灣經濟發展提供莫大助力。1950年12月20日，台灣省政府與美國經濟合作總署台灣分署簽訂「肥料供應合約」。

#### 進口替代時期（1953-1959）
这时期，台湾軍事費用高，人口急速成長，農產品出口佔總出口80%以上，呈現農業國家面貌。政府一方面發展農業，一方面透過肥料換穀政策、擴大農工差價方式，將農業所得引導到工業。1953年，政府實施第一期經濟建設計劃，發展勞力密集輕工業，以替代進口商品。採取提高進口關稅、限制其進口、以及外匯管制等方式，扶植民營企業，特別以紡織業為重。1959年起對生產過盛的紡織業採取促進出口政策，並改革外匯管制增加產品競爭力。台灣到1959左右，百姓生活已有是此次此事改善，工業以每年10%以上的成長率快速發展，台灣創下了以農業帶動工業發展的先例。

#### 出口導向時期（1959-1972）
由于美國等先進國家欲將勞力密集產業外移，尹仲容、嚴家淦等技術官僚為吸引外人投資，決定採取自由開放、鼓勵出口等政策，由出口帶動生產。1959年底，政府制定了「19點財經改革措施」，採取較自由的經貿政策、降低關稅、放寬進口、單一匯率等改革。1960年公布「獎勵投資條例」，以減免租稅方式吸引外資抵台。1966年成立加工出口區於高雄，而後在楠梓、臺中相繼設立，外人投資大幅增加。
臺灣因此成為美、日兩國的加工基地，兩國抵台投資額佔總投資額60%以上，也形成臺灣對日本的巨大入超與對美國的大額出超。1963年至1996年平均經濟成長率超過9%。1963年台灣對外貿易首次出超，開始有了外匯累積。台灣逐漸由農業社會轉為工業社會，電器、紡織、塑膠等輕工業快速成長。

### 嚴家淦、蔣經國時期（1975-1988）

#### 十大建设時期

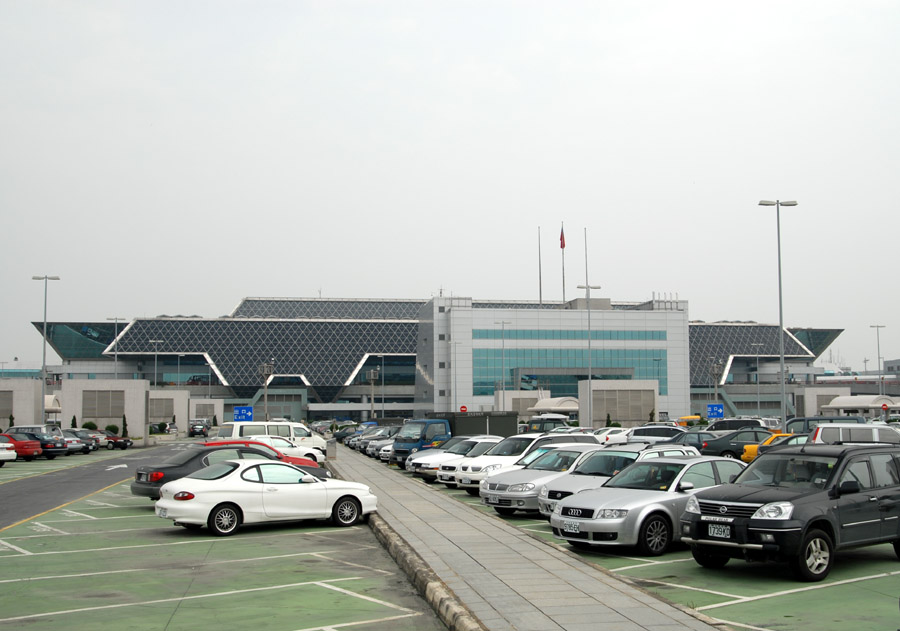
桃園國際機場第二航廈地面停車場

1973年與1975年連續爆發石油危機，全球經濟陷入不景氣。台灣因生產成本劇增、出口大幅下降、退出聯合國等因素使投資意願下降。
1974年，時任行政院院長的蔣經國下令推動十大建設，發展重工業、化工業，建立自主經濟體系，進行大規模公共投資，包括交通、電力等基礎工程，及鋼鐵、石化、造船工業東西橫貫公路。同時期台灣成為亞洲四小龍之一，被稱之台灣奇蹟，成為日後開發中國家範例。
1979年台灣又受石油危機影響，故轉而發展耗能少、較沒有明顯污染且高附加價值的產業。1979年制定「十年經濟建設計畫」，將機械、電子、電機、運輸工具列為「策略性工業」。1980年設立新竹科學工業園區，以優惠鼓勵投資高科技產業。

#### 成為亞洲四小龍之一

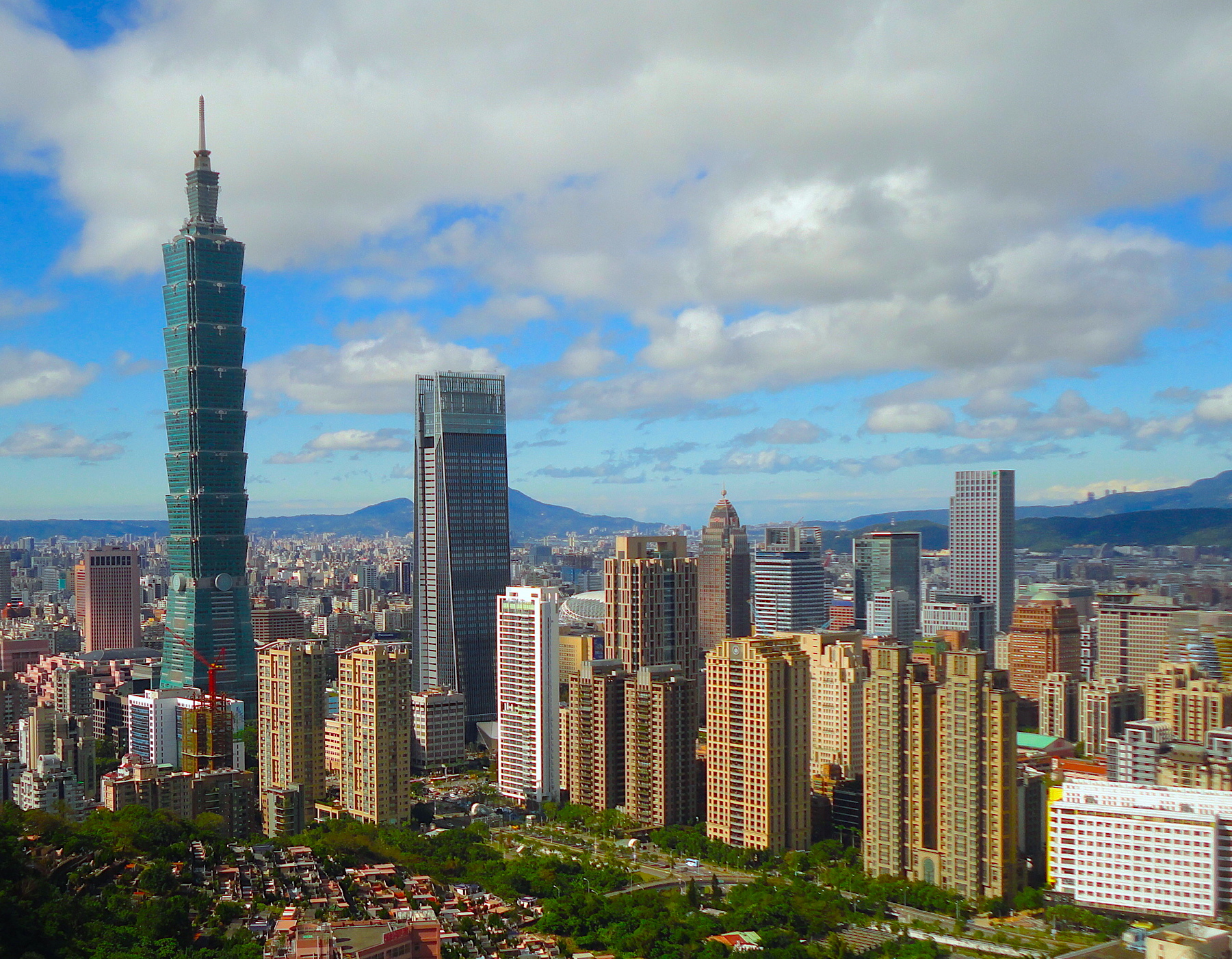
臺北市天際線

1984年的「十四項建設」與1990年「國家建設六年計畫」，以公共投資促進產業發展。1990年公布「促進產業升級條例」，發展通訊、資訊等十大新興行業。1983年放寬進出口與投資限制，1987年新外匯條例實施，人民得以自由持有及運用外匯，1989年開放民間設立新銀行，逐步推動公營企業民營化、自由化與國際化。台灣所得不斷提高。1980年代末成為亞洲四小龍之一。

### 李登辉时期（1988-2000）
1992年，台湾人均GDP突破一万美元，正式步入发达经济体行列。1993年，台湾进入世界前20大经济体。
1995年，總統李登輝積極推動總統直選，一度引發兩岸關係緊張。其後李登輝總統推行戒急用忍的政策，其后發表特殊兩國論。
1997年亞洲金融風暴後，台灣經濟逐步放緩，台灣經濟遭受嚴重衝擊，財政盈餘轉為財政赤字。然而，1998年台湾经济成长率仍交出令人瞩目的成绩。新加坡、香港和韩国在亚洲金融风暴面前，经济纷纷转为负增长，但是台湾仍保有超过4%的增长率。而2000年又發生美國網際網路泡沫危機。部分台商其後開始轉往東南亞國家投資發展。
在1997年亞洲金融危機中，中央銀行因為當時各國貨幣競相貶值，受到小程度的衝擊。

### 陈水扁时期（2000-2008）

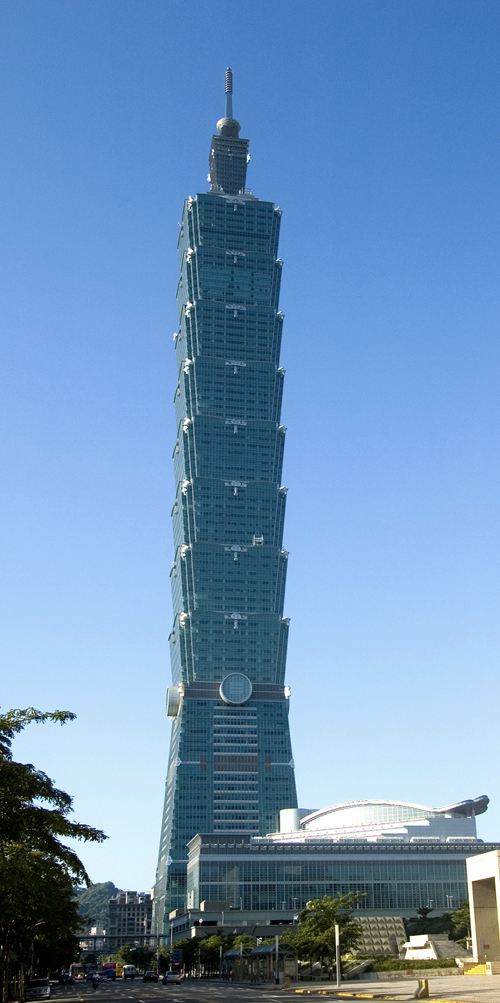
臺北I0I

在2000年網際網路泡沫過後，潛在已久的金融制度問題與內線交易陸陸續續爆發。2001年及之後的全球經濟放緩的趨勢影響下，經濟遭受重挫，銀行壞帳增加，財政盈餘轉為財政赤字，2001年臺灣經濟出現了自1947年以來的首次負增長，失業率升到歷史新高。中央銀行被迫以非常低的利率水平以挽救營建、金融業，並設置「金融重建基金」（RTC）使得台灣經濟從2003年下半開始隨著全球經濟的回溫，逐漸恢復成長中。當然，兩岸關係緊張的政治局勢也有極大的影響。
2005年、2006年的雙卡風暴，發卡銀行不當收取高利息，致使雙卡債務人背負龐大債務，除了債務人受債務所苦外，金融機構始嚐卡債惡果。事件最後於2006年實施了雙卡事件「債務協商機制」，容許使用雙卡之消費者，在有還款困難情況下，可與發卡銀行進行相關協商，以較優惠之還款條件降低其還款負擔，嘗試藉由此協商機制緩和雙卡事件所可能帶來的擴散效應。2006年底，中信金與台新金先後於10月及11月宣布增提全年呆帳準備超過約新臺幣300多億元，面臨虧損危機。

### 马英九时期（2008-2016）
馬英九上任以來的經濟政策重點是「自由開放」與「公共建設」。自由經濟與他的兩岸政策環環相連，難以輕易割離，他主張透過減緩與中國大陸間的對立，簽訂兩岸經濟相關的協議、設立自由經濟示範區，促進外國投資台灣，帶動產業發展；並由政府主導「愛台十二項建設」，擴大公共投資，刺激經濟發展。但是上任後隨即遭遇金融海嘯與歐債危機，他在競選期間所提出的「六三三」政見（經濟成長率平均百分之六、失業率百分之三以下、國民所得達三萬美元）在八年任內並沒有完成。而兩岸經濟政策創造的紅利並未普及到一般人，有分配不均的問題。

#### 歷年經濟成長率[19]
| 年度 | 成長率  |
| ---- | ------- |
| 2008 | 0.70%   |
| 2009 | 負1.57% |
| 2010 | 10.63%  |
| 2011 | 3.80%   |
| 2012 | 2.06%   |
| 2013 | 2.20%   |
| 2014 | 3.92%   |
| 2015 | 1.06%   |
| 2016 | 2.32%   |

### 蔡英文时期（2016－2024）
民进党于2016年5月20日第二次上台执政，蔡政府推動前瞻基礎建設計劃，以及5＋2創新產業計畫。
在蔡政府執政初期全球经济景气的回温美國道瓊指數創下歷史新高，台湾经济逐渐显出上升迹象。加上中美貿易戰使不少投資中國大陸資金轉移至台灣，促進台灣產業發展。2017年5月23日开始，台股站上万点高位达一年多，直到2018年10月11日才因美国股市大跌等因素影响跌破万点，万点行情持续近17个月，破历史最长时间记录。失业率也降至3.76%，为17年来最低。
但是對於中國大陸的貿易依存度，卻從馬英九時期以來先減後增，為其支持者所詬病。

#### 歷年經濟成長率[19]
| 年度 | 成長率 |
| ---- | ------ |
| 2015 | 1.47%  |
| 2016 | 2.17%  |
| 2017 | 3.31%  |
| 2018 | 2.75%  |
| 2019 | 2.64%  |
| 2020 | 2.98%  |
| 2021 | 6.57%  |

### 引用
1. ↑  .   [2014-09-29].[永久]
2. ↑  涂照彥，《日本帝國主義下的台灣》。
3. ↑  美國社會學家華勒斯坦，世界體系論
4. ↑  鈴本武藏，台灣史。
5. ↑  臺灣簡明百科。
6. ↑  黃昭堂著，黃英哲譯。《臺灣總督府》。自由時代出版。頁93-95。；張勝彥等。《台灣開發史》。空中大學，1996年，頁272-273。；翁佳音。《台灣漢人武裝抗日史研究》。台灣大學出版委員會。頁90-98。
7. ↑  另外，1899年總督府成立的臺灣銀行在1927年春天爆發「台灣銀行事件」起因於台灣銀行給予鈴木商店的巨額不良貸款導致信用鬆動，糖業等資本投資將失去靠山，也會影響到皇族與政府的五分之一股份，後來靠國內銀行不斷提供援助才度過危機。

現今的臺灣銀行。 （页面存档备份，存于）
8. ↑  搭配臺灣總督的委任立法權（即六三法），台灣總督相當集權的享有在日本內閣中央指揮監督下的行政立法兩權、以及司法權（布包我作為司法核心的審判權）、和1919年為止的軍事權。

《來回穿梭於法律與歷史之間，新史學》，第21卷第三期，2010年9月，頁187、196-200。
9. ↑  
終戰之初，臺灣一般的發電設備約32萬千瓦（其中水利發電26.7萬千瓦），而由日月潭光第一期的水利發電量就佔了十萬千瓦可見其重要性。
李筱峰。《臺灣史100件大事（上）戰前篇》。玉山社，1999年。頁數168-169 。
10. ↑  由於潭岸曲折如一珊瑚狀，當時台灣總督府總務長官下村宏遂將之命名為珊瑚潭。
許雪姬總策劃。《臺灣歷史辭典》。2004年，遠流出版公司。頁660，1018。
11. ↑  許雪姬總策劃。《臺灣歷史辭典》。2004年，遠流出版公司。頁696。
12. ↑  李力庸撰寫。徐雪姬總策劃。《台灣歷史辭典》。遠流出版公司，2004年。頁數309-310 。
13. ↑  張之傑等《20世紀臺灣全紀錄》，台北，錦繡出版社，1991年。
14. ↑  . 臺灣大百科全書. 2013-11-12  [2014-03-29]. （原始内容存档于2020-09-20） （中文（臺灣））.
15. ↑  . 2006-11-13 （中文（臺灣））.
16. ↑  山下和成. . 日經. 2013-03-20  [2016-06-20]. （原始内容存档于2020-10-20）.
17. ↑  .   [2016-06-20]. （原始内容存档于2019-05-02）.
18. ↑  彭漣漪. . 遠見. 2013-06-26  [2016-06-20]. （原始内容存档于2018-01-17）.
19. 1 2  .   [2020-01-20]. （原始内容存档于2021-02-21）.
20. ↑  .   [2020-07-26]. （原始内容存档于2020-11-24）.